# Jenbach
Jenbach is een gemeente in het Unterinntal in het district Schwaz in de Oostenrijkse deelstaat Tirol.

## Geografie
De naam is afkomstig van Jenseits des Baches, letterlijk aan de andere kant van de beek. Jenbach ligt in het Inndal, 36 kilometer ten oosten van Innsbruck tussen het Karwendelgebergte en het Rofangebergte, zuidelijk van het Achenmeer.

## Geschiedenis
Archeologische vondsten hebben bewezen dat de gemeentegrond van Jenbach reeds in de bronstijd en de La Tène-periode werd bewoond. Jenbach werd in 1269 voor het eerst in een oorkonde vermeld. Vanaf 1410 ontstonden, ten tijde van de heerschappij door de Fugger, smelterijen voor zilver en koper in Jenbach. Toen de mijnbouw hierin niet langer lonend was, ontstond vanaf 1685 een ijzersmelterij. Vanaf 1865 was dit een volledig staatsbedrijf. In 1870 werd het verkocht aan de Salzburg-Tiroler-Montangesellschaft. In 1881 namen Julius en Theodor Reitlinger het bedrijf over en moderniseerden het. Een zoon van Julius, Friedrich Reitlinger, nam het bedrijf van zijn vader en zijn oom in 1916 over, maar in het kader van der Anschluss werd het bedrijf in 1938 opnieuw staatsbezit. In 1939 werd het aan Ernst Heinkel verkocht. Na het einde van de oorlog werd het bedrijf niet teruggegeven en bleef het tot 1955 door de overheid gerund. In 1959 werd de Jenbacher Werke Aktiengesellschaft opgericht, die naar de beurs van Wenen ging. De productie van de fabriek richtte zich sindsdien op de productie van locomotieven en dieselmotoren. In 1998 veranderde het bedrijf opnieuw van eigenaar en werd de naam veranderd in JENBACHER AG. In 2003 werd het bedrijf overgenomen door General Electric en kreeg het de naam GE Jenbacher.

## Economie en infrastructuur
Belangrijke bron van inkomsten voor de gemeente wordt onder andere gevormd door GE Jenbacher AG. In de 20e eeuw werden in Jenbach vele treinwagons, diesellocomotieven, compressoren en vele andere metalen voorwerpen geproduceerd. Thans bestaat deze productie vooral uit gasmotoren en onderdelen voor stadsverwarming.
Op het station Jenbach stoppen ook alle sneltreinen. Opvallend is, dat net als het Franse Latour-de-Carol, Jenbach een van de weinige stations in Europa is met drie spoorwijdtes, namelijk 1435 mm (normaalspoor) van de Unterinntalspoorlijn, 1000 mm (meterspoor) van de Achenseebahn en 760 mm (Bosnisch smalspoor) van de Zillertalbahn.

## Geboren
- Kathrin Schweinberger (1996), wielrenster

Achenkirch · 
Aschau im Zillertal · 
Brandberg · 
Bruck am Ziller · 
Buch  in Tirol · 
Eben am Achensee · 
Finkenberg · 
Fügen · 
Fügenberg · 
Gallzein · 
Gerlos · 
Gerlosberg · 
Hainzenberg · 
Hart im Zillertal · 
Hippach · 
Jenbach · 
Kaltenbach · 
Mayrhofen · 
Pill · 
Ramsau im Zillertal · 
Ried im Zillertal · 
Rohrberg · 
Schlitters · 
Schwaz · 
Schwendau · 
Stans · 
Steinberg am Rofan · 
Strass im Zillertal · 
Stumm · 
Stummerberg · 
Terfens · 
Tux · 
Uderns · 
Vomp · 
Weer · 
Weerberg · 
Wiesing · 
Zell am Ziller · 
Zellberg
- Gemeinsame Normdatei: 4376333-9
- Library of Congress Control Number: n2003039003
- Nationale Bibliotheek van Israël: 987007496773405171
- Virtual International Authority File: 151468307
- WorldCat: E39PBJdCtv8YPY4Wx4BMQyf6rq